# DNA-vaccine
DNA-vaccine kaldes også DNA-baseret vaccine eller gen-baseret vaccine og er en nukleinsyre-baseret vaccine, en type vaccine, der i stedet for at benytte et antigen til vaccination, bruger et gen, en DNA-sekvens, der koder for antigenet. DNA’et koder f.eks. for et virusprotein eller et kræftprotein og optages i kroppens celler og indgår i cellernes normale maskineri for at lave proteiner, se proteinbiosyntese, hvorved der f.eks. produceres virusprotein eller kræftprotein, der som fremmede antigener inducerer et immunrespons.
Den første godkendelse af en DNA-vaccine skete i august 2021 i Indien. Det var ZyCoV-D, en vaccine mod COVID-19.

## Fordele og perspektiv
Indtil videre er der forsket og udviklet i DNA-vacciner, men så meget står klart, nemlig at vaccination med DNA giver et antal potentielle fordele i forhold til traditionelle fremgangsmåder, herunder stimulering af både B- og T-celleresponser, forbedret vaccinestabilitet, fraværet af en infektiøs sygdomsfremkaldende mikroorganisme og en relativ lethed ved fremstilling i stor skala. Som bevis på princippet om DNA-vaccination er der opnået immunrespons i dyr ved hjælp af gener fra en række sygdomsfremkaldende mikroorganismer. I nogle tilfælde er der opnået beskyttelse mod sygdomme hos dyr, i andre ikke.
Frem til primo 2021 var ingen DNA-vacciner godkendt til humant brug, men der forskes i vacciner mod virale, bakterielle og parasitære sygdomme hos mennesker såvel som for kræftformer.
I slutningen af 2020 bliver der testet DNA-vacciner mod zikavirus,  HIV, ebolavirus og coronavirus.

## Corona-vaccine
Men coronavirus-pandemien i 2020-2021 forskes der intenst i fremstilling af alternative vacciner. Således har forskere på Statens Seruminstitut har fået tilladelse til at teste CoVAXIX, en DNA-vaccine mod coronavirus. En DNA-vaccine mod coronavirus er udviklet af firmaet Inovio.
I september 2021 er den første DNA-vaccine blevet godkendt og mindst 11 DNA-vacciner er i kliniske forsøg.

## Teknisk
DNA-vacciner overfører − transfekterer − ligesom mRNA-vacciner en specifik antigen-kodende nukleotid-sekvens, i disse tilfælde en DNA-sekvens ind i værtsorganismens celler.
DNA-vacciner er genetisk manipulerede DNA-sekvenser, som f.eks. et plasmid indeholdende koden for det eller de antigener, mod hvilke der søges et immunrespons, så cellerne direkte producerer antigenet. Det krops-fremmede antigen detekteres af immunsystemet og derved skabes et beskyttende immunrespons.
Alternativt til vaccination med DNA i en plasmid kan vaccination ske med DNA indbygget i en virus-vektor, som f.eks. en svækket adenovirus, en teknik der også testes for genterapi, se billedet og jvf. Vektor-vaccine.